# Belsy
Belsy, all'anagrafe Belsy Demetz (Merano, 23 dicembre 1984), è una cantante italiana di volkstümliche Schlager, musica tipica nell'area germanofona.

## Biografia
Nata in India, venne adottata all'età di un anno da una famiglia di albergatori di Selva di Val Gardena. Fin da piccola ha manifestato una passione per il canto: le sue prime esperienze sono state nel coro Cor di Mutons de Sëlva.
Incise il suo primo disco nel 2002, Alles was vom Herzen kommt. L'anno successivo si classificò prima alle selezioni altoatesine per il Grand Prix der Volksmusik, mentre fu terza alle finali.
Nel 2004 si migliorò ancora, giungendo seconda dietro ai Ladiner, anche loro altoatesini.
Riuscì a vincere l'edizione 2006 del Grand Prix, con il brano Salve Regina, cantato con Rudy Giovannini ed il Coro Monti Pallidi; gli interpreti rappresentavano i tre gruppi linguistici della provincia di Bolzano: Giovannini tedesco, il Coro Monti Pallidi italiano e Belsy ladina.
Ha vinto una seconda volta nel 2010, dove però ha concorso per la Germania in coppia con Florian Fesl, cantando I hab di gern. I due, sentimentalmente legati già dal 2009, dopo la vittoria hanno formato un duo, Belsy & Florian.
Nell'agosto 2014 la coppia si è sciolta sia a livello artistico che nella vita, ma già qualche tempo prima Belsy aveva annunciato il ritiro dalle scene per potersi concentrare sulla gestione dell'hotel di famiglia.

## Discografia

### Solista
- 2002: Alles was vom Herzen kommt (con il nome di Belsy Kahn)
- 2003: Heimat entsteht
- 2004: Madre di Dio (originariamente pubblicato col titolo Ciao Amore Goodbye)
- 2005: Weihnachtstraum
- 2006: Bel Ami
- 2007: Lieber Gott, bitte vergiss uns nicht
- 2009: Lust auf Sommer

### Belsy & Florian
- 2010: I hab di gern
- 2010: Weihnacht im Herzen
- 2011: Wie ein schöner Traum
- 2013: Wo die Liebe hinfällt